# Mareca
Mareca es un género de aves anseriformes perteneciente a la familia Anatidae. Sus 5 especies vivientes habitan ambientes acuáticos de ambos hemisferios y son denominadas comúnmente patos, cercetas o silbones.

## Taxonomía
Descripción original
Este género fue descrito originalmente en el año 1824 por el naturalista inglés James Francis Stephens.
Etimología
Etimológicamente el término genérico Mareca proviene de la palabra en portugués marréco, que se emplea para designar a un pato pequeño.
Historia taxonómica
Durante décadas sus especies fueron incluidas en el género Anas. En el año 2009, un estudio filogenético molecular comparó secuencias de ADN mitocondrial de las especies de Anas, encontrando que el mismo era parafilético. Sobre la base de esta evidencia, el género fue segmentado en cuatro secciones monofiléticas, cada una con nivel genérico, lo que fue aceptado por los autores posteriores.
Subdivisión
El género Mareca se compone de 6 especies, una de ellas extinta:
- Mareca americana (Gmelin, 1789) - silbón americano;
- Mareca falcata (Georgi 1775) - cerceta de alfanjes;
- Mareca marecula † (Olson y Jouventin, 1996) - pato de la isla Ámsterdam;
- Mareca penelope (Linnaeus, 1758) - silbón europeo;
- Mareca sibilatrix (Poeppig, 1829) - silbón overo;
- Mareca strepera (Linnaeus, 1758) - ánade friso.

## Galería

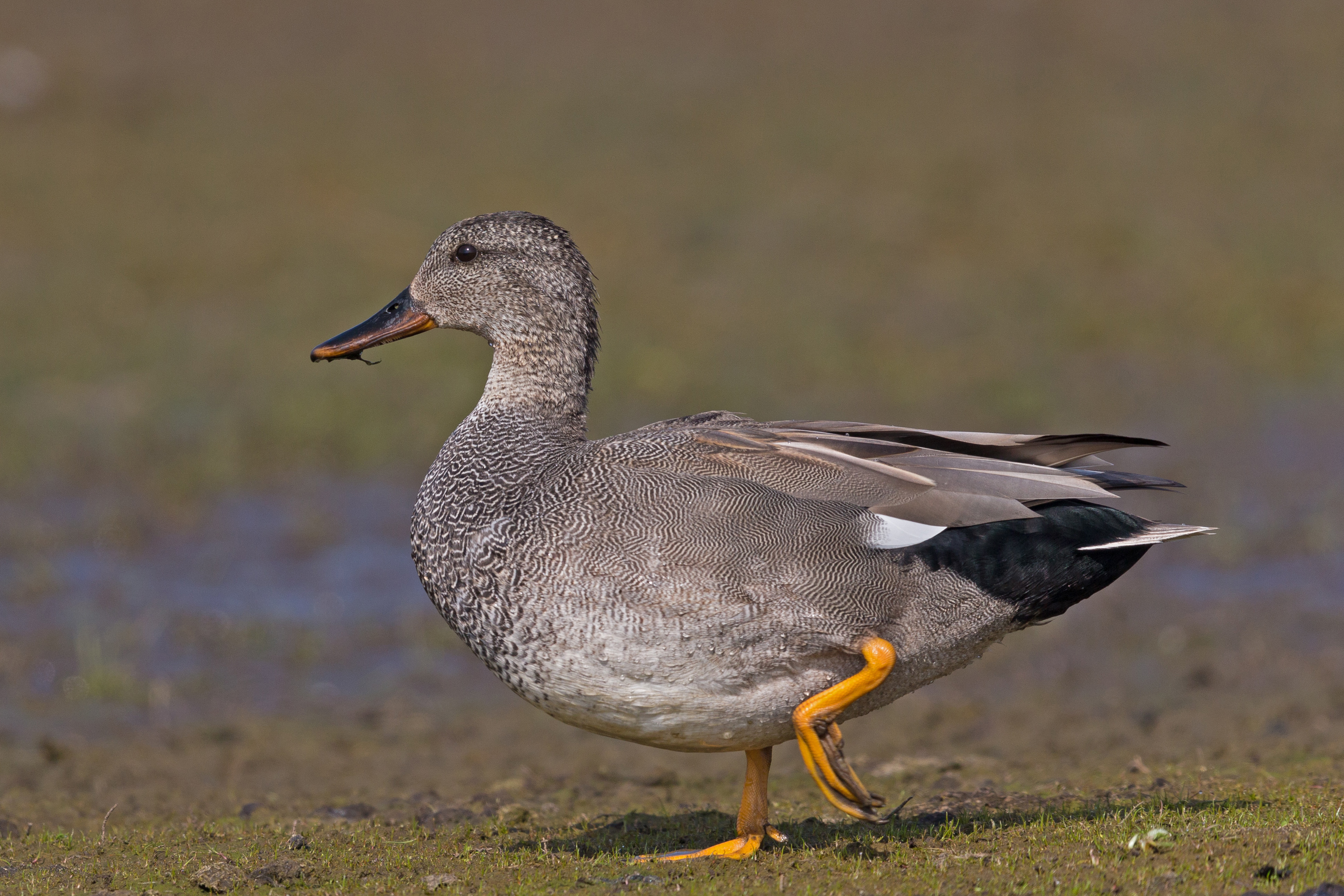
Ánade friso (Mareca strepera).
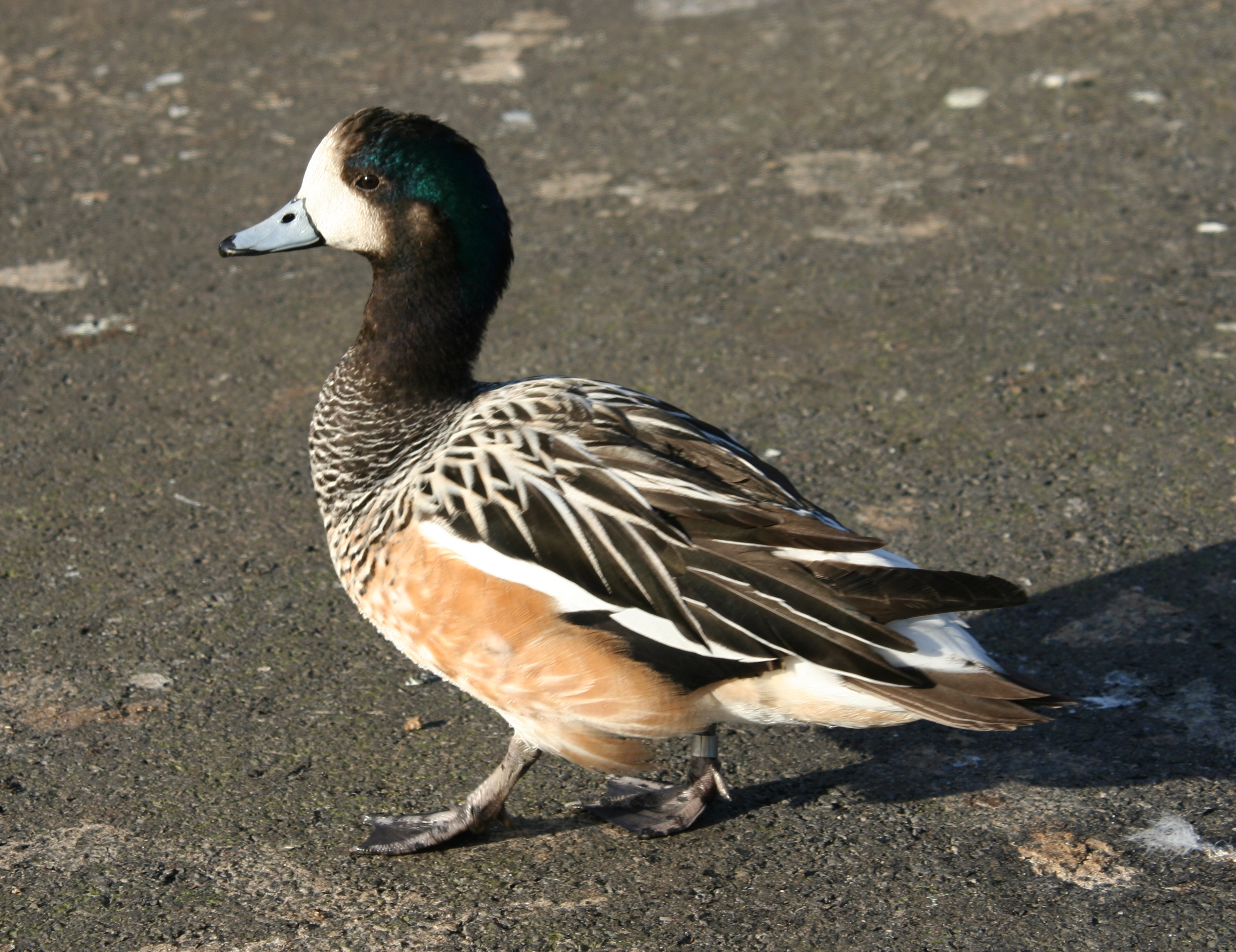
Pato overo (Mareca sibilatrix).
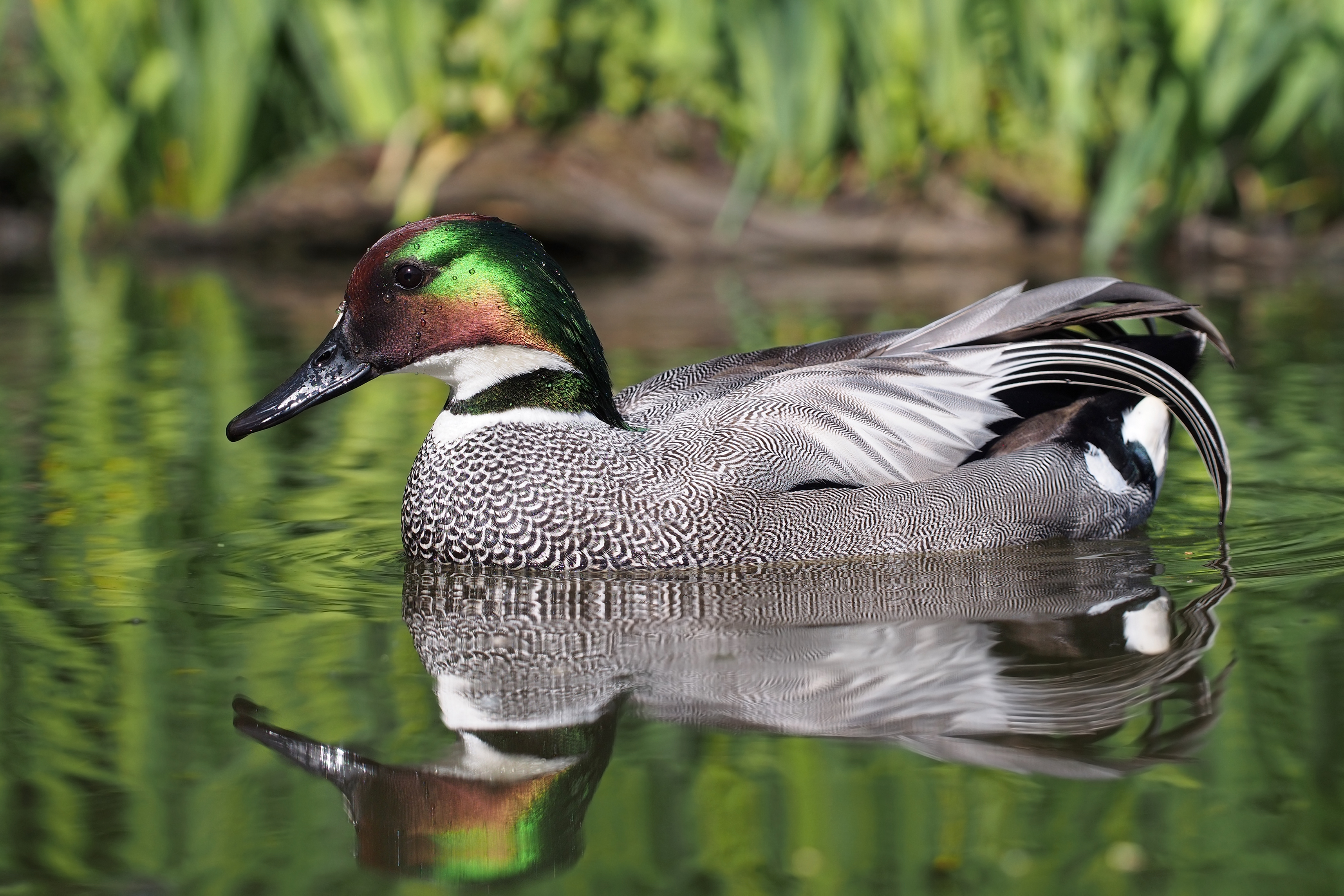
Cerceta de alfanjes (Mareca falcata).
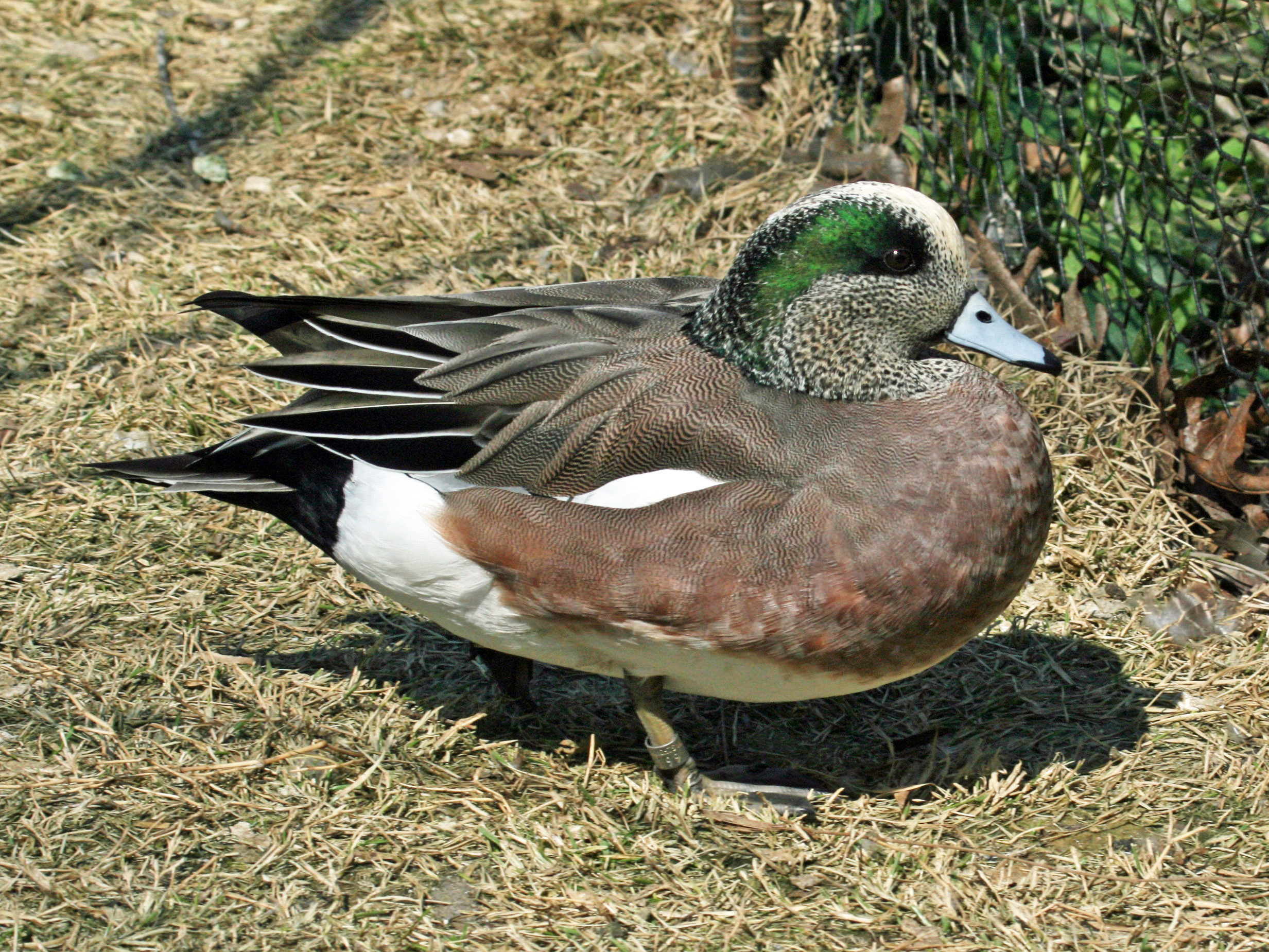
Silbón americano (Mareca amaricana).